# Bitwa pod Chlumcem (1040)
Pierwsza bitwa pod Chlumcem miała miejsce w dniu 22 września 1040 r. i była starciem pomiędzy siłami króla niemieckiego Henryka III a wojskami księcia czeskiego Brzetysława I. Bitwa zakończyła się zwycięstwem Czechów.
W roku 1038 Brzetysław podjął kampanię na ziemie polskie, plądrując m.in. Kraków i zajmując Gniezno. Tutaj w obecności czeskich oficjeli kościelnych otworzył grób Vojtěcha (Św. Wojciecha) a szczątki świętego nakazał przewieźć do Pragi. Zdobycie relikwii było głównym celem kampanii Brzetysława, który dzięki nim mógł w Pradze ustanowić niezależne od Gniezna arcybiskupstwo. Czeski władca wysłał wkrótce w tej sprawie posłańców do papieża, spotkał się jednak z gwałtownym sprzeciwem arcybiskupa Mainz, będącego wówczas zwierzchnikiem biskupstwa praskiego. Pogląd arcybiskupa podzielił król Henryk III, który zażądał od Brzetysława wycofania się z ziem polskich i zapłaty wysokiego trybutu. Brzetysław trybutu nie był w stanie zapłacić, wysłał jedynie do króla swojego syna Spitygniewa jako jeńca. W sierpniu 1040 r. Henryk III niemogący doczekać się należnej mu daniny wtargnął na czele dwóch kolumn wojska do Czech. Król na czele oddziałów bawarskich pomaszerował na Domažlice, druga grupa wojsk składająca się z Sasów pod wodzą margrabiego Ekkeharda II wyruszyła z Miśni do północnych Czech. Do bitwy doszło pod Chlumcem dnia 22 września 1040 r. Z bitwy zwycięsko wyszli Czesi a Henryk zmuszony został do wycofania się z Czech. Dopiero w następnym roku na czele nowej armii królowi udało się podporządkować sobie Brzetysława.